# Alex Engbers
Alex Engbers (Oldenzaal, 1959) is een Nederlandse journalist, schrijver en politicus. Als journalist heeft hij gewerkt bij de Twentsche Courant, Het Parool, het ANP, het Utrechts Nieuwsblad, de Amersfoortse Courant, Wugo en HMC. Tussen 2004 en 2015 is hij hoofdredacteur geweest van de Stentor, waar hij na een reorganisatie niet opnieuw tot hoofdredacteur werd benoemd.

## Biografie
Engbers heeft moderne en theoretische geschiedenis gestudeerd aan de Universiteit van Amsterdam. Na zijn doctoraal is hij journalist geworden. Hij heeft vooral gewerkt als buitenlandredacteur, eindredacteur en hoofdredacteur.
Naast zijn journalistieke werk schrijft Engbers sinds 2015 ook levensverhalen (in opdracht) en boeken, waaronder Poephout, Dinkel aan de Wolga (2017) over Twentse emigranten die in de 18e eeuw naar Rusland vertrokken.
In 2020 heeft hij samen met André Vis, oud-hoofdredacteur van TC-Tubantia, een boek geschreven over de ondergang van krantenconcern Wegener, vanuit het perspectief van de hoofdredacteuren, onder de titel ‘Samen voor ons eigen’.
Sinds maart 2018 is hij tevens raadslid voor het CDA in zijn woonplaats Amersfoort. Hij vervult bestuursfuncties bij onder meer Stichting Sovjet Ereveld, Nationaal Monument Kamp Amersfoort en de Zwolse Thorbeckestichting.

## Boekpublicaties
- Wij en de tegenkracht, 2015 (ISBN 9789082483703)
- Poephout, Dinkel aan de Wolga, 2017 (ISBN 9789082483710)
- Samen voor ons eigen, 2020 (ISBN 9789082483734)(Co-auteur André Vis)
- Verscheidene levensverhalen (niet verkrijgbaar)